# ファンタシースターオンライン2
『ファンタシースターオンライン2』（ファンタシースターオンラインツー、PHANTASY STAR ONLINE 2）は、セガが開発・運営するオンラインゲーム。『PSO2』と略される。2012年7月4日に正式サービスが開始され、2021年6月10日に『ファンタシースターオンライン2 ニュージェネシス』（PSO2NGS）へ移行した。なお、PSO2NGSとクライアントは同一であるが、メニューからPSO2のコンテンツが利用可能である。
本項では『ファンタシースターオンライン2 ニュージェネシス』へ移行する前について解説する。

## 概要
三人称視点（Third-person view）のアクションゲーム。全体的な難易度は低め。自由度の高いキャラクタークリエイト、アバターの着せ替え要素、レアアイテムの探索がメインコンテンツ。
キャッチコピーは「新たなる10年へ」「終わりなき冒険を、今ふたたび。」「RPGの未来を、君の手に。」「ぶっ飛ぼうぜ、超現実へ」「集え、英雄！ 伝説のPSO2へ」「翔べ、閃光の宇宙へ。」など。
ゲームコンセプトとしては「4つの革命」と題して、「無限の冒険」「オンラインRPG最高のアクション」「究極のキャラクタークリエイト」「境界を超えるRPG」の4項目が詳細に解説されている。
ゲームタイトルには“2”と付けられているが、世界観やストーリーは完全に独立しており、『ファンタシースターオンライン』や過去のシリーズ作品を知らない新規層が予備知識なくプレイしても支障がないように配慮されている。一方で設定の流用やアイテムのリメイクも多く見られ、旧来ファンの確保も視野に入れられている。
基本料金は無料で、アイテム課金によって収益を上げるシステムとなっている（F2P）。またオンラインモード専用で、接続は日本国内からに限定されている。
対応プラットフォームの多さが本作の特徴であり、2012年7月4日にWindowsPC版、2013年2月28日にPlayStation Vita版、2014年4月7日にスマートフォン版（PSO2esと題した関連ゲーム）。2016年4月20日にPlayStation 4版のサービスが開始されている。2018年4月4日にはNintendo Switchでのサービスが開始（クラウド版として）。2018年12月19日にはPC版のPSO2クラウドのサービスが開始した。各プラットフォーム間におけるプレイヤーデータの同期が可能であり、スマートフォン版以外はほぼ同じ環境でマルチプレイが可能である。2020年9月16日にPS Vita版、2020年12月16日にハンゲーム版のサービスが終了した。
ただし、Windows版でハンゲームIDを取得してプレイしている場合はマルチプラットフォームに対応しておらず、様々な制限が存在する（PS Vita版でのアカウント共有不可、ワンタイムパスワード利用特典であるOTP倉庫の利用不可、およびその継続特典の受け取り不可、PSO2esの利用不可、およびその関連サービスの利用不可、ACプリペイドカードの利用不可、その他SEGA側で追加するゲーム外連動イベントなどの利用不可）。2020年2月5日に、ハンゲームIDからSEGA IDへのゲームデータの移行が可能となった。
PC版では外部ID(LINE,Twitter)の使用が可能であり、PS4版、Nintendo Switch版はかんたんログイン機能に対応しているため、SEGA IDを所持していない場合でもプレイすることができる。ただし、他プラットフォームとのデータの利用やワンタイムパスワードの利用、『PSO2es』との連携などはできない。のちにSEGA IDと連携させることは可能。
定期メンテナンスはアップデート内容の都合などによって変動する場合があるが、基本は毎週水曜日11時 - 17時である。
2014年12月に舞台化作品が上演。2016年、2019年にアニメ作品が地上波にて放映。また、当ゲームのBGMをメインとしたコンサートなども開催された。

## 世界観
新光歴238年より物語は始まる。4つの種族(ヒューマン・ニューマン・キャスト・デューマン)により構成された惑星間航行船団、通称「オラクル」は数多くの銀河を行動範囲内に収めていた。銀河の外宇宙で新たに発見された惑星に最初に降り立つのが調査隊『アークス』であり、調査と交流のために互いに協力し合って未知の惑星の謎を解明して行く。主人公（プレイヤー）は新たなアークスとして冒険が始まる。

## 沿革

### αテスト
- 2011年12月15日〜2012年1月17日 - α2テストのテストユーザー募集。
- 2012年1月25日 - α2テスト用クライアントの配布開始。
- 2012年1月27日〜2月4日 - α2テスト実施。1月27日、28日、2月1日、3 - 4日の4回に分けて行われた。

### βテスト
- 2012年3月26日〜4月16日 - クローズドβテストのテストユーザー募集。
- 2012年4月5日 - PSO2キャラクタークリエイト体験版ver. 1.0公開。クローズドβテストと同じキャラクタークリエイトが行える[16]もので、クローズドβテストに向けて事前にキャラクターを準備できた。
- 2012年4月19日〜30日 - クローズドβテスト実施。テストに用いられたサーバーはShip1 - 5の5つ（Ship6 - 10は未開放）。当初は28日までの予定だったが、頻繁な通信遅延発生とその対策メンテナンスが繰り返されたため、期間延長措置が採られた。
- 2012年5月23日〜6月20日 - オープンβテストのユーザー先行登録。
- 2012年6月15日〜16日 - プレオープンβテスト実施。
- 2012年6月21日 - オープンβテスト開始。クローズドβテストでは開放されなかったShip6 - 10も開放され、選択可能なサーバーはShip1 - 10の10つとなった。また一部の課金要素も期間限定で無料開放された。

### 正式サービス開始
公式アナウンスによるアップデート詳細については セガPSO2公式：ロードマップ を参照。

#### EPISODE 1
- 2012年7月4日 - 日本サーバー正式サービス開始。クラスレベル40解放、マグレベル150解放、惑星ナベリウス「凍土」ほか実装。オープンβのプレイデータは、そのまま正式サービスへ引き継がれた。
- 2012年7月18日 - 【アップデート】アップデート第1弾『目覚めし大機艦』。惑星リリーパ「地下坑道」ほか実装。
- 2012年8月29日 - 【アップデート】夏の中規模アップデート『天翔ける結晶龍』。惑星アムドゥスキア「浮遊大陸」ほか実装。
- 2012年9月26日 - 【アップデート】大型アップデート第1弾・前編『新たなる力』。新クラス、新テクニックほか実装。
- 2012年10月24日 - 【アップデート】大型アップデート第1弾・後編『必滅の呼び声』。クラスレベル50解放、サブクラス、難易度ベリーハードほか実装。
- 2012年11月7日 - 【アップデート】秋の中規模アップデート『歴史を壊すもの』。惑星ナベリウス「遺跡」ほか実装。
- 2012年12月12日 - 【アップデート】大型アップデート第2弾『闇の集いし場』。新ボス：ダークファルス・エルダーほか実装。
- 2013年1月15〜26日 - PS Vita版クローズドβテスト実施。当初は19日までの予定だったが、βテスト期間中に期間延長が発表され、参加特典も追加された。
- 2013年2月20日 - 【アップデート】冬の中規模アップデート『勇気ある先導者』。クラスレベル55解放ほか実装。
- 2013年2月28日 - PS Vita版正式サービス開始。【アップデート】PS Vita版サービスインアップデート『共に歩む者』。新ボス：クローム・ドラゴンほか実装。
- 2013年4月10日 - 【アップデート】春の中規模アップデート『荘厳なる守護者』。クラスレベル60解放、惑星アムドゥスキア「龍祭壇」ほか実装。
- 2013年5月15日 - 【アップデート】初夏の中規模アップデート『夢幻の練武』。マグレベル175解放ほか実装。
- 2013年6月12日 - 【アップデート】1周年記念アップデート『ファンタシースター感謝祭2013 ONLINE』。新ボス：クーガーNXほか実装。

#### EPISODE 2
- 2013年7月17日 - 【アップデート】大型アップデート2013『Code：EPISODE2』。新種族、新クラス、サポートパートナー、惑星ウォパル「海岸」ほか実装。
- 2013年8月29日〜9月1日 - スマートフォン版『PSO2es』クローズドβテスト実施（CBT対象機種はAndroidのみ）。
- 2013年9月4日 - 【アップデート】秋の中規模アップデート『追憶の熱砂』。惑星リリーパ「採掘場跡」ほか実装。なお、配信直後のPC版アップデータには不具合が発生している（詳細は後述）。
- 2013年10月9日 - 【アップデート】Code:EPISODE2 大型アップデート第2弾『超越者たちの戦い』。クラスレベル65解放、難易度スーパーハードほか実装。
- 2013年11月13日 - 【アップデート】冬の中規模アップデート『海底に煌めく光彩』。惑星ウォパル「海底」ほか実装。
- 2013年12月11日 - 【アップデート】Code:EPISODE2 大型アップデート第3弾『創るものと護るもの』。強化システム「クラフト」、採掘基地防衛戦ほか実装。
- 2014年1月22日 - 【アップデート】PS Vita版サービスイン1周年記念アップデート『アークス共闘祭2014』。
- 2014年3月5日 - 【アップデート】春の中規模アップデート『未来へ繋ぐ絆』。新フォトンアーツ、新テクニック、採掘基地防衛戦第2弾ほか実装。
- 2014年4月7日 - Android版『PSO2es』正式サービス開始。
- 2014年4月23日 - 【アップデート】Code:EPISODE2 大型アップデート第4弾『再誕の光』。クラスレベル70解放、新ボス：ダークファルス・ルーサーほか実装。
- 2014年5月14日 - iOS版『PSO2es』正式サービス開始。
- 2014年6月11日 - 【アップデート】『PSO2』2周年記念アップデート『ファンタシースター感謝祭2014 ONLINE 前編』。新システム「アークスシップ対抗戦」、採掘基地防衛戦第3弾ほか実装。
- 2014年6月19〜7月16日 - 6月19日夕方より、外部・第三者よりDDoS攻撃を受けているとし『PSO2』および『PSO2es』の全サービスを停止。翌20日午前には公式サイトも攻撃対象となり、一時停止された。その後、公式サイトは24日に、PC版およびPS Vita版『PSO2』は27日に、『PSO2es』は7月16日にサービスを再開した。詳細は後述。
- 2014年7月30日 - 【アップデート】『PSO2』2周年記念アップデート『ファンタシースター感謝祭2014 ONLINE 後編』。エクストリームクエスト新ステージ「極限訓練：遺跡と海王」ほか実装。

#### EPISODE 3
- 2014年8月27日 - 【アップデート】大型アップデート2014『Mission：EPISODE3』。新クラス、惑星ハルコタン「白ノ領域」、カジノロビーほか実装。
- 2014年10月8日 - 【アップデート】秋の中規模アップデート『浮上せし虹の痕跡』。惑星ウォパル「浮上施設」ほか実装。
- 2014年11月19日 - 【アップデート】Mission：EPISODE3 大型アップデート第2弾『世壊の刻、禍津の刻』。クラスレベル75解放、難易度エクストラハード、アルティメットクエスト、新ボス:マガツほか実装。
- 2015年1月14日 - 【アップデート】PS Vita版サービスイン2周年記念アップデート『アークス共闘祭2015』。
- 2015年3月11日 - 【アップデート】Mission：EPISODE3 大型アップデート第3弾『幻界への挑戦』。チャレンジクエストほか実装。
- 2015年4月22日 - 【アップデート】春の中規模アップデート『究極なる機工』。新アルティメットクエストほか実装。
- 2015年6月10日 - 【アップデート】『PSO2』3周年記念アップデート『MAXIMUM ATTACK』。ガル・グリフォン、新カジノゲームほか実装。
- 2015年7月22日 - 【アップデート】夏の中規模アップデート『闇に包まれし黒域』。惑星ハルコタン「黒ノ領域」ほか実装。
- 2015年8月26日 - 【アップデート】秋の中規模アップデート『終わりなき夢幻』。新チャレンジクエストほか実装。
- 2015年10月14日 - 【アップデート】Mission：EPISODE3 大型アップデート第4弾『未来への軌跡』。新ボス：【深遠なる闇】ほか実装。
- 2015年11月25日 - 【アップデート】冬の中規模アップデート『煌めき舞う絶対防衛戦』。エクストリームクエスト新ステージ「独極訓練：天極と地極」、採掘基地防衛戦第4弾ほか実装。

#### EPISODE 4
- 2016年1月27日 - 【アップデート】大型アップデート2016『Reborn：EPISODE4』。新クラス、新システム「ストーリーボード」、キャラクタークリエイト改善、新惑星「地球」、新フィールド「東京」ほか実装。
- 2016年2月25日〜3月6日 - PS4版クローズドβテスト実施。
- 2016年2月29日 - PSO2キャラクタークリエイト体験版EPISODE4 公開。設定6の体験が可能。
- 2016年3月9日 -【アップデート】 Reborn：EPISODE4 大型アップデート第2弾『暴食と指輪』。新システム「ギャザリング」、新装備「スキルリング」ほか実装。
- 2016年4月20日 - PS4版正式サービス開始。【アップデート】 PlayStation 4版サービスインアップデート『新体験への出航』。新システム「コレクトファイル」、新通貨「スタージェム」、新武器タイプ「新世武器」、描画設定6、新操作タイプ、新ボス:幻創戦艦・大和実装。
- 2016年6月8日 - 【アップデート】 「PSO2」4周年記念アップデート前編『龍乱の大祭』。「トレジャーショップ」、新アイテム「クエストトリガー」、練習クエストほか実装。
- 2016年7月6日 - 【アップデート】 「PSO2」4周年記念アップデート後編『境界を超えし漆黒の闘神』。新コラボボス「闘神オーディン」ほか実装。
- 2016年8月10日 - 【アップデート】 夏の大型アップデート『銀翼と黄金の都』。新フィールド「ラスベガス」、新ステージライブ、新システム「アークスリーグ」、新クエスト「ライディングクエスト」ほか実装。
- 2016年10月5日 - 【アップデート】 秋の大型アップデート『壊世に在りし龍』。新アルティメットクエストほか実装。
- 2016年11月24日 - 【アップデート】 冬の大型アップデート『幻創の母なる月光』。新システム「特殊能力因子」、エクストリームクエスト新ステージ「独極訓練:世壊の境界」、新ボス:エスカファルス・マザーほか実装。
- 2017年1月11日 - 【アップデート】 2017年新春記念アップデート『ARKS NEW YEAR CARNIVAL 2017』。
- 2017年3月8日 - 【アップデート】 バトルアリーナ実装アップデート『熱狂せし武闘の宴』。クラスレベル80解放、バトルアリーナほか実装。
- 2017年4月5日 - 【アップデート】 春の大型アップデート『光の果て、幻創の未来』。新ボス:デウスエスカ・ゼフィロス、「コーデカタログ」ほか実装。
- 2017年6月7日 - 【アップデート】 「PSO2」5周年記念アップデート『ファンタシースター感謝祭2017 ONLINE』。

#### EPISODE 5
- 2017年7月26日 - 【アップデート】 大型アップデート2017『Heroes：EPISODE5』。新クラス、「異世界オメガ」、新クエスト「バスタークエスト」「メインクエスト」「オムニバスクエスト」、複数ブロックマッチングほか実装。
- 2017年9月6日 - 【アップデート】 EPISODE5大型アップデート第2弾・前編『荒野に舞う戦火』。
- 2017年10月11日 - 【アップデート】 EPISODE5大型アップデート第2弾・後編『託されし巨なる力』。新システム「ダークブラスト」ほか実装。
- 2017年11月8日 - 【アップデート】 秋の中規模アップデート『電撃！ポリタンカーニバル』。
- 2017年12月6日 - 【アップデート】 EPISODE5大型アップデート第3弾『紅き邪竜と封印の剣』。新特殊能力システム「S級特殊能力」、新ボス:エリュトロン・ドラゴンほか実装。
- 2018年1月10日 - 【アップデート】 2018年新春記念アップデート『ARKS NEW YEAR CARNIVAL 2018』。
- 2018年3月22日 - 【アップデート】 EPISODE5大型アップデート第4弾『星雲に舞う叡知の翼』。エクストリームクエスト新ステージ、新ボス:オメガファルス・ルーサー、ダークブラスト新形態ほか実装。
- 2018年4月4日 - Nintendo Switch版『PSO2 クラウド』正式サービス開始
- 2018年5月9日 - 【アップデート】 EPISODE5春の中規模アップデート『美しき四天と無限の世界』。通常クラスレベル85解放、新フィールド「幻惑の森」、「エンドレスクエスト」ほか実装。
- 2018年6月27日 - 【アップデート】 「PSO2」6周年記念アップデート『月と神、龍と女王』。新PA、テクニック、新ボス:オメガファルス・アプレンティスほか実装。
- 2018年8月29日 - 【アップデート】 EPISODE5夏の中規模アップデート『無尽の遊戯に嗤う戯神』。新スキル、ダークブラスト新形態ほか実装。
- 2018年10月10日 - 【アップデート】 EPISODE5秋の中規模アップデート『救世の果て、紡がれし未来』。ダークブラスト新形態ほか実装。
- 2018年11月7日 - 【アップデート】 EPISODE5秋の中規模アップデート第2弾『境界を超えし古塔の灼零』。新コラボボス「灼零龍エルゼリオン」ほか実装。
- 2018年12月5日 - 【アップデート】 EPISODE5大型アップデート第5弾『宇宙を穿つ闇の慟哭』。クラスレベル90解放、新レイドボス「ダークファルス【仮面】」、新アルティメットクエストほか実装。
- 2018年12月19日 - PC版『PSO2 クラウド』正式サービス開始
- 2019年1月9日 - 【アップデート】 2019年新春記念アップデート『ARKS NEW YEAR CARNIVAL 2019』。
- 2019年3月6日 - 【アップデート】 EPISODE5最終アップデート『英雄と無限の未来』。エンドレスクエスト第2弾ほか実装。

#### EPISODE 6
- 2019年4月24日 - 【アップデート】 大型アップデート2019『Stars：EPISODE6』。新クラス、難易度ウルトラハードほか実装。
- 2019年5月29日 - 【アップデート】 EPISODE6大型アップデート第2弾『現れし終の艦隊』。「終の艦隊迎撃戦」ほか実装。
- 2019年7月10日 - 【アップデート】 「PSO2」7周年記念アップデート『ファンタシースター感謝祭2019 ONLINE』。
- 2019年8月21日 - 【アップデート】 夏の中規模アップデート2019『磁獄の底に眠る希望』。解式フォトンアーツほか実装。
- 2019年10月2日 - 【アップデート】 秋の中規模アップデート2019『逆襲の刻』。
- 2019年11月20日 - 【アップデート】 エヴァンゲリオンコラボ記念アップデート『境界を越えし汎用人型決戦兵器』。新コラボボス「第6使徒」ほか実装。
- 2019年12月18日 - 【アップデート】 EPISODE6大型アップデート第3弾『猛る凶神と煌く明星』。新クラスほか実装。
- 2020年2月5日 - 【アップデート】 冬の中規模アップデート2020『友星の絆、暴虐の魔笛』。クラスレベル95解放ほか実装。
- 2020年3月25日 - 【アップデート】 春の中規模アップデート2020『逆境、未知なる閃機』。「ディバイドクエスト」ほか実装。
- 2020年6月10日 - 【アップデート】 春の中規模アップデート2020第2弾『熾烈なる異界の義戦』。
- 2020年7月8日 - 【アップデート】 『PSO2』8周年記念アップデート『ARKS CONNECT MEMORIES』。
- 2020年7月24日 - 『ファンタシースターオンライン2 ニュージェネシス（PSO2NGS）』のティザーサイトおよびフォローアップPVを発表。
- 2020年8月5日 - 【アップデート】 EPISODE6大型アップデート第4弾『深遠なる闇、大いなる光』。新レイドボス「【原初の闇】」ほか実装。
- 2020年9月16日 - PS Vita版サービス終了 【アップデート】 EPISODE6大型アップデート第5弾『未来を創る輝きの弾刃』。新クラス、「ミッションパス」ほか実装。
- 2020年10月28日 - 【アップデート】 秋の中規模アップデート『精励の極致へ至る者』。エクストリーム新クエスト、クラスレベル100解放ほか実装。
- 2020年12月16日 - ハンゲ版サービス終了【アップデート】 「ソードアート・オンライン」コラボ記念アップデート『境界を超えし剣士たち』。新チャレンジクエストほか実装。
- 2021年3月3日 - 【アップデート】 EPISODE6大型アップデート第6弾『過去と未来、繋がりし時』。グラフィックエンジン更新、撮影スタジオほか実装。
- 2021年6月8日 - この日の定期メンテナンスを以て、『PSO2』単独の運営を終了。
- 2021年6月10日 - 『PSO2NGS』のサービスを開始。『PSO2』のサービスは継続されるが、アップデートはPSO2NGS関連に付随する形となる。

## キャラクタークリエイト
プレイヤーキャラクターは、1アカウントにつき最大30キャラ登録可能。3キャラ目までは無料で、4体目以降は有料となる。
キャラクターの外見や声などはいつでも変更することが出来る（後述）。最低1体のキャラクターを作成しない限りゲームをプレイすることが出来ない。

### 種族
プレイヤーキャラクターを作成する際に選択出来る種族は4種類となっている。
従来のシリーズには「ビースト」という種族が居たが、今作には追加予定は無かったのだが要望が多かった為、雰囲気だけでもと2017年4月12日のアップデートでの新スクラッチ「グラールコレクション」の回数ボーナスで顔のパターンの中に「ビースト」のパターンが追加出来るようになった。
ヒューマン
全体的な能力のバランスが良いとされ、環境への適応能力が高い。
ニューマン
耳の尖った亜人間。4種族中フォトン適性に最も優れる一方で身体能力が脆弱。
いわゆる魔法使いタイプで、テクニック（法撃）の威力に優れている。
キャスト
機械の身体（サイボーグ）を持ち、継戦性に優れた種族。
全身機械のため頑健な身体を持つが、フォトンの扱いはやや苦手と設定される。
典型的な戦士タイプで、テクニック（法撃）の値は低いが男性は打撃、女性は射撃に優れる。
他の種族と違い、基本外見は衣装一つではなく胴・腕・足の3パーツで構成されている。
デューマン
EP2より実装された種族。オッドアイと頭から生えた角が特徴の種族。
HPの値はニューマンとほとんど変わらず、その分打撃・射撃の値が高い。

### クラス
PSO2ではプレイヤーキャラクターにレベルは設定されておらず、各クラス（職業）のレベルが強さの基準となっている。
クラスは基本クラスのハンター、レンジャー、フォース、ブレイバー、バウンサー、サモナー、派生クラスのファイター、ガンナー、テクター、後継クラスのヒーロー、ファントム、エトワールの合計12種類となっており、クラスは自由に変更出来る。
派生クラスの3種類については、EP2以前は特定のクライアントオーダーをクリアすることによって解禁される形式だったが、EP3実装時に仕様変更され（キャラクター作成時には選択できないものの）ゲーム初期段階からクラス変更可能となった。
後継クラスについては特定のクライアントオーダーをクリアすることによって解禁される形式。
各クラスにはそれぞれ固有武器と、全クラスで装備可能な例外武器が1種類用意されている。
| クラス名   | 装備可能な武器                                             | 導入開始時期   | レベル上限 |
| ---------- | ---------------------------------------------------------- | -------------- | ---------- |
| ハンター   | ソード、ワイヤードランス、パルチザン、ガンスラッシュ       | 2012年7月4日   | 100        |
| レンジャー | アサルトライフル、ランチャー、ガンスラッシュ               | 2012年7月4日   | 100        |
| フォース   | ロッド、タリス、ガンスラッシュ                             | 2012年7月4日   | 100        |
| ファイター | ツインダガー、ダブルセイバー、ナックル、ガンスラッシュ     | 2012年9月26日  | 100        |
| ガンナー   | アサルトライフル、ツインマシンガン、ガンスラッシュ         | 2012年9月26日  | 100        |
| テクター   | タリス、ウォンド、ガンスラッシュ                           | 2012年9月26日  | 100        |
| ブレイバー | カタナ、バレットボウ、ガンスラッシュ                       | 2013年7月17日  | 100        |
| バウンサー | デュアルブレード、ジェットブーツ、ガンスラッシュ           | 2014年8月27日  | 100        |
| サモナー   | タクト、ガンスラッシュ                                     | 2016年1月27日  | 100        |
| ヒーロー   | ソード、ツインマシンガン、タリス、ガンスラッシュ           | 2017年7月26日  | 100        |
| ファントム | カタナ、アサルトライフル、ロッド、ガンスラッシュ           | 2019年4月24日  | 100        |
| エトワール | デュアルブレード、ダブルセイバー、ウォンド、ガンスラッシュ | 2019年12月18日 | 100        |
| ラスター   | ガンスラッシュ                                             | 2020年9月16日  | 100        |

一度上げたクラスレベルはクラスを変更しても維持されるが、各クラスのクラスレベルはそれぞれ独立しているため、初めて選択するクラスであればレベル1から育て直すことになる。
サブクラス
いずれかのクラスが20になるとNPCクエストに「サブクラス許可申請試練」が発生し、達成することでメインクラス・サブクラスで1キャラクターで同時に2つのクラスを設定することが可能になり、サブクラスに設定したクラスのクラスレベルが一定値以下の場合に限り、メインクラスが獲得した経験値の25%がサブクラスに加算される。ただし、後継職はサブクラスを設定できず、ヒーローだけはサブクラスにも設定することはできない。

## ゲームサーバー（シップ）
主人公はアークスの一員として、船団『オラクル』を構成する宇宙船のシップ（Ship、ゲームサーバーのこと）に乗船し、そこを活動拠点としている。そのため各ゲームサーバーにはシップ番号と固有のシップ名が付けられている。他シップへの移動は特定条件を満たした上での有償実施となっているほか、移動出来るデータにも制限がある。

### ブロック
各シップには複数のブロック（ゲームロビー）があり、ここでプレイヤー同士の交流やアイテムの売買などが行える。同じシップ内であれば、ブロック間の行き来はゲーム内ロビーのテレポーターを使用して自由に可能となっている。
ブロックにはPC、PS4専用ブロックとPS Vita専用ブロック、共用ブロックの種類があり、また共用ブロックではPCプレイヤー、Vitaプレイヤー、PS4プレイヤーのすべて入室出来るようになっている。全てのブロックにプレミアムユーザー専用の枠があり、たとえ通常枠が満員状態であってもその枠が空いていれば入る事が出来るようになっている。

#### チャレンジブロック
チャレンジブロックでは特定のクエストのみ受注することができ、このブロック内では「チャレンジャー」という専用クラスに固定される。また、通常ブロックとは一部機能や情報が異なる状態になる。

#### バトルブロック
バトルブロックでは特定のクエストのみ受注することができ、このブロック内では「バトルウォリアー」という専用クラスに固定される。また、通常ブロックとは一部機能や情報が異なる状態になる。共通シップにしか存在しない。

### 共通シップ
異なるシップのプレイヤーが集まることのできる唯一のサーバー。このサーバー内はチャレンジブロックとバトルブロックのみになっている。通常シップとは一部機能や情報が異なる状態になる。所属シップとはゲーム内ロビーのテレポーターを使用して自由に移動可能となっている。

## アークスキャッシュ（AC）/ スタージェム　(SG)
アークスキャッシュ（AC）はゲーム内で利用出来る有料ポイントで、ゲーム内で販売されているアイテム類を購入するために使用する。ゲームプレイ中に特別に利用出来るさまざまな権利をまとめて「プレミアムセット」と呼んでおり、アイテムトレード権、マイルーム利用権、マイショップ出店権など多数の権利を販売している。
スタージェム(SG)は、ACを消費して購入するほか、ゲーム内の報酬などで獲得することができる。有効利用期限は、最後にSGを購入、および獲得した日から1年間。

## ゲームの舞台である星々（舞台）
冒険の舞台はランダムフィールドシステムによって毎回フィールド内のマップ生成が一部の目標地形を除き、登場エネミーの出現位置・発生イベントなども含め完全なランダムで構成・生成される。
アークスシップ
無数に存在する船の一つ。主人公が拠点とするシップは、時折ダーカーから襲撃を受けることがあり、その際にはシップ内の「市街地」エリアで活動することになる。内部ではフォトン能力を抑制するリミッターがかけられているが、主人公だけはストーリーを進めるととある事情から行使できるようになる。
シップ一つにつき100万人以上が暮らしている。
VR空間
2015年3月11日より実装された、チャレンジクエスト専用フィールド。
惑星ナベリウス
美しく自然豊かな惑星で、衛星軌道上からは地球にも似た外観をしているが、知的生命体や文明の痕跡はない。「森林」エリアと「凍土」エリアという気候が全く異なるエリアが存在するが、不自然にもこれらのエリアがどういう訳か隣接しており、ある地点を境に一気に環境が変わる。そして凍土の奥には謎の多い「遺跡」エリアが存在する。
ゴリラやオオカミ、鳥やマンモスにも似た獣系の「（ナベリウス）原生種」が生息する。
「調査の価値がない」「ダーカーもいない」ということからアークス研修生の修了任務の場所に設定されている。しかしそれらの情報は、ある事実を隠すための偽情報である。実は40年前の『大戦』でダークファルス【巨躯】との決戦の舞台になった場所であり、「凍土」エリアは【巨躯】の攻撃によって生まれたもの。【巨躯】を倒しきれず「遺跡」に封印した事実は40年間秘匿され、「【巨躯】を倒した際に大活躍したアークス」は「三英雄」として喧伝されてきた。
惑星アムドゥスキア
隕石によって地表部と内核部が解離した惑星で、そのためか薄い輪を持つ。内核部がむき出しになったような灼熱の「火山洞窟（カッシーナ）」エリアと、それを覆うように空中に浮かぶ「浮遊大陸」エリア、そしてその最奥部にある聖地「龍祭壇」エリアが存在する。
独自の文化を持つ知的生命体「龍族」の住処である。洞窟エリア・浮遊大陸エリアどちらにも龍族は住んでいるが、彼らによると浮遊大陸は富裕層や地位の高いものが住む場所であり、火山洞窟には地位の低い者や何らかの咎を犯した者が住むという。
龍族は本来高い知性と文明を持ちアークスとの交流も可能だが、現在では指導者層を含めてその大部分がダーカーに侵食されかかって攻撃的になっており、基本的に遭遇すると戦闘になる。わずかに残った正気を保っている龍族と協力して事態の解決に動きアークスが信頼を得た結果、確固たる交流が築かれる。
惑星リリーパ
地表の大部分は荒れ果てているものの、鉱物資源の豊富な惑星。過去の建築物が残る荒廃した「砂漠」エリアと、その地下に建築された「地下坑道」エリア、貴重なオアシスが点在する旧文明の「採掘場跡」エリアが存在する。また、アークスが建設した「採掘基地」がたびたびダーカーの大群に襲撃されており、基地施設を防衛するため緊急招集されることもある（防衛戦への参加はプレイヤーの任意）。
かつて存在していた知的生命体が作った防衛用ロボットである「機甲種」が主を失ってもなお活動を続けているが、それとは別にウサギに似た姿形の知的生命体「リリーパ族」の存在が確認されている。機甲種を生み出した存在やリリーパ族については一切が正体不明となっている。
機甲種に関しては機械的に襲ってくるだけだが、リリーパ族についてはまだ言葉は通じないもののある程度のコミュニケーションが可能であり、襲われているところを助ける等の交流から友好的な関係が築かれつつある。
実は採掘基地にはダークファルス【若人】の力が封印されており、それがダーカー襲撃の原因となっている。
惑星ウォパル
EP2より確認された、地表のほとんどが海の惑星。地上の海に加えて、成層圏を水の幕で覆われている。つまり地上から見上げる空の「青」は、この惑星の場合は大気の色ではなく水の色である。
砂浜と海を臨む「海岸」エリアと地下洞窟の「海底」エリア、海中から現れた謎の「浮上施設」エリアが存在する。他の惑星に比べ昼夜の入れ替わりが早く、また雨が降る頻度も高い。
原生種である「海王種」以外にも、貝殻から触手が生えたような姿の「ウォパル族」と通称される知的生命体が存在する。彼等はアークスとの対話が可能で、生死にシビアな価値観を持っていることを伺わせる。ウォパル族はきつい訛りがあるものの、アークスとほぼ同じ言語を使っており、翻訳無しでアークスと会話可能（ゲーム上の台詞では関西弁のような喋り方で表現されている）。
実はフォトナーたちが実験地として目をつけ、改造した惑星であり「浮上施設」や「海底」などの施設はその名残。ルーサーはその施設を利用することでシオンを知ろうとするが上手く行かず、生物実験にも飽きて放置するようになった。ウォパル族や一部の海王種は、ルーサーの実験の産物であり、日の出入りが早いのは【敗者】の能力の影響である。
ウォパル族と会話可能なのは過去にフォトナー達と出会っていた事から彼らと同じ言語を使うようになったためで、それでいて長い期間外部と会話する機会が無かったために酷い訛りがついたもの。
惑星ハルコタン
EP3より確認された、和風の文化を持つ二種の知的生命体「白の民」と「黒の民」が住む惑星。白の民の領地である「白ノ領域」エリア、黒の民の領地である「黒ノ領域」エリアが存在する。
白の領域は、そこに住まう人々がアークスよりやや大柄であるため建物のサイズも大きいという事を除けば、まさに現実での江戸時代の街並みと言った外観で非常に美しく整然としている。
「白の民」はアークスと交流を持ち、鬼を想起させる姿を持つ。「黒の民」は非常に大型で、鬼のほかにも風神、雷神、一反木綿など様々な日本の妖怪を想起させる異形の民。両者は古くから敵対している。
ハルコタン各地には「マガツ」と呼ばれる死を司る存在の一部が封印されており、ダークファルス【双子】はこれを解き放つことでハルコタンに混乱を招こうとしている。
実は現存する黒の民は【双子】によってすべて捕食されており、ゲーム内に登場するのは【双子】の能力によって生み出された模倣体（クローン）である。
ダーカーの巣窟
名前の通りダーカーの軍勢の根城。アークスシップが二つに折られたような形をしている。
実は過去に壊滅させられたアークスシップのなれの果てであり、現在はダークファルス【敗者】（ルーサー）の研究施設として利用されている。拉致された有能なアークスはここで模倣体（クローン）として生み出される。【敗者】は表舞台には出ないため管理はダークファルス【巨躯】が「義務」から行っているが、「滾るものがない」と見放され、主人公との対決を最後に管理を放棄している。
地球
EP4より確認された、異なる次元にあるとされる惑星。舞台は西暦2028年。月から漂う「エーテル（フォトンが変異したもの）」という不可視の力の影響を惑星全体で受けている。「東京」エリアには「ダッシュパネル」、「ラスベガス」エリアには「ライドロイド」が設置されている。
エーテルには人々の意志や想像を具現化する効果があり、地球人の一部は覚醒することでエーテルを扱う能力者となることができる。反面、不特定多数の無意識の恐怖などが具現化した存在「幻創種（げんそうしゅ）」が跋扈している。恐怖の具現化である「幻創種」の多くは人類にとって有害であり、エーテル能力に覚醒した者でなければ互いに干渉できず、姿も見えない。そのため一般には存在を秘匿したまま駆逐されてきた。古来より伝わる神や悪魔、妖怪などの正体も「幻創種」とされている。
エーテルを用いた高度な科学技術を持つ組織「マザー・クラスタ」の組織員が、社会的に非常に強い影響力を持っており、核兵器すら自由に操れる危険性を持つ。組織員には何も知らない一般人も多いが、幹部級になるとエーテルを操る異能（エーテル能力者）を持つ。また幹部級はアークスの存在を知っており、敵と見做している。その対立組織として古くから地球を守護してきた地球の導き手「アースガイド」がおり、こちらは技術力は低いもののメンバー全員が魔術や異能の持ち主（エーテル能力者）である。
プレイヤー側は異星人（異世界人）としてフォトンを利用した隔離障壁によって存在を隠蔽されているため、フィールドに一般人が登場することはない。ただしストーリーを進めればアークスに協力しているアースガイドのメンバーがトライアルに登場するようになる。
アースガイドのトップであるアーデム・サー・セークリッドは人間同士の争いを止めるべく「神」を具現化させ、地球を創り変えようと暴走する。アーデムの正体は人類の祖アダムであり、数万年ものの間生き続けてきていた。「神」による世界再編（パラダイムシフト）はプレイヤーたちによって阻止されたが、アーデムが遺した膨大なエーテルと数万年にも及ぶ絶望が反映された幻創種「デウス・エスカ」が幾度となく降臨することとなった。
異世界オメガ
2017年7月26日実装。宇宙を喰らい尽くすブラックホールの先にあると言われる異世界で、世界観は中世ファンタジーに近い。
正体は全知存在（アカシックレコード）が見る「夢」がエーテルによって具現化したもの。オラクル側で過去に命を落とした者たちが「転生」という形で登場しているが、名前と外見と性格が同一なだけで記憶は継承されていない。
数十年前、世界中に咲き誇る徒花エフィメラが現れ、これを魔術の媒介にすることで文明は急速な発展を遂げた。しかしエフィメラは行使すれば行使するほど使う者の精神を蝕み、同調しない者に対して攻撃的になるという性質があった。
気づいた時には既に遅く、オメガ各地では国同士が鎬を削る戦争状態となっていた。
東西南北に以下の4つの国家が確認されている。
東方にはイス＝アルス通商連合国。肥沃な土地と資源を用いて商いを行っていた商人たちが集ったことで生まれた。増殖魔術を用いて作物を大量に生み出している。
西方には神国エピック。過酷な修行を行う求道者たちが集っていたオアシスを中心に成立した。噂では心を操る秘薬の精製に成功したという。
南方には魔道国クエント。エフィメラを魔術の媒介として確立させた最初の国だが、何者かの手によって技術が流出してしまい世界中に混乱を呼ぶこととなった。現在は宰相ルツのクーデターにより国王は暗殺され、王子と王女は濡れ衣を着せられて国を追われている。主人公は王女ハリエットに協力し、戦線に加わることになる。
北方にはヴェルン皇国。国で最も強い者が皇帝となる武人の国。現在は皇帝シュレッガーによる独裁政権と悪政により内戦が勃発、それがずっと続いており、多くの民が居場所を失い苦しんでいる。

## エネミー
ゲーム内で主人公に敵対するモンスターで、ボスエネミー、レアボスエネミーの種類があり、難易度によって強さが変化する。
難易度スーパーハード以上で現れる「侵食核」のついた「ブーストエネミー」が登場し、侵食核のない通常エネミーより更に強化されるほか、侵食核自身が攻撃を行うなど行動アクションにも変化が発生する。
「ボスエネミー」はエネミーの中でも通常のエネミーとは異なる体力・攻撃力・防御力が高い強敵であり、また倒すとボスエネミー特有のアイテムドロップが出現する。
またレアエネミーは通常エネミーとは外見が異なり、通常タイプよりアイテムドロップ確率が高くなる。
レアボスエネミーは難易度ベリーハード以上のクエストでごくまれに出現し、ボスエネミーの中でも更に強化されており、倒すとボスエネミー特有のアイテムドロップのほか、通常ボスエネミーからは得られないレアアイテムを入手出来る場合がある。

## 戦闘システム
PSO2の戦闘システムは、いわゆる3Dアクションゲームに類別される。
表示には「通常視点」と称されるキャラクター見下ろし型の視点と、「肩越し視点」と称されるキャラクターの右肩付近に固定された視点の二種類があり、両者はプレイヤーの任意でいつでも切り替え可能となっている。なお「通常視点」の場合キャラクターの向きとカメラの向きを別々に変えられるが、「肩越し視点」の場合キャラクターの向きとカメラの向きは連動しており常に一致する。
操作は、PC版の場合キーボードとマウス、およびゲームパッドに対応しており、キー配列やボタン配置のカスタマイズも可能。PS Vita版の場合、通常視点2種、肩越し視点3種から任意のボタン配置を選択でき、それらの選択とは別にカスタマイズも可能。
戦闘中は攻撃やジャンプ、回避などのアクションと、フォトンアーツ(PA)、テクニックなどの攻撃方法をクラスによって切り替えつつ行う。

## BGM
1980年代後半にリリースされたファンタシースター第一作より引き続き、前作『PSO』も含むファンタシースターシリーズにおいては伝統的に、BGMの切り替わりがスムーズで切れ目を意識させない特徴があり、今作PSO2もその特徴を受け継いでいる。
PSO2の音楽データは旋律ごと小節ごとに非常に細かく分けて用意されており、ゲームで流す際にリアルタイムで組み合わせて流す仕組みになっている。このためBGMが途切れることなく、状況変化に応じて曲調を切り替えることが可能となっている。また、プレイヤーを飽きさせない工夫として、プレイ状況における各種パラメータから3つの基本数値を計算、それに応じて曲調を遷移させる工夫を行っている。

## ステージライブ
2013年2月28日のPS Vita版サービス開始に伴い実装されたイベント。公式サイトにおいて告知された時間に、アークスロビーのショップエリアにあるステージ広場にて、NPC歌手のミニライブが開催されるというもの。ミニライブは1ステージにつき1曲、約5分程度。ライブ中は、キャラクターがステージ付近にいる場合のみ、「ライブカメラ視点」への切り替えが可能となる。また、ライブ時にロビーにいたキャラクター全員に時限ボーナスが付与される、ライブ開始から30分後には必ず緊急クエストが発生する（ため、ユーザーには事実上の緊急クエスト予告と見做されている）という特徴がある。また、2014年9月10日にアンコール機能が追加され、チャット発言による「アンコール」が一定数に達するとアンコール曲が流れるようになった。
2013年6月19日にはNPCアイドル歌手「クーナ」のJ-POP曲『Our Fighting』、およびアンコール曲のバラード曲およびエピソード1エンディングテーマ『永遠のencore』。2014年9月10日にはJ-POP曲の和風ロック調アレンジ版『終わりなき物語』とアンコール曲『Our Fighting（ver.MIYABI）』が実装された。2017年12月6日にはバラード曲ひよびエピソード1エンディングテーマのクリスマスアレンジ版『永遠のencore（ver.X'mas）』が実装された。
また初音ミクと巡音ルカのデュエットによるスペシャルコラボライブが、2014年7月23日〜8月27日にかけて開催された。同ライブ曲の『Living Universe』は、過去のシリーズ作品『PSPo2』の主題歌。また、ミクとルカのモデルは『Project DIVA』のものを流用している。
2015年7月22日には新たに、プレイヤー参加型ライブイベント「アークスダンスフェス」が実装。ショップエリアのモニュメントがライブステージとなり、これにアクセスすることでプレイヤーキャラクターもステージに立ちライブ中に自動でダンスするというもの。またライブ中に所定のタイミングでキーやボタンを押すことで、花火や紙吹雪といったエフェクトが増加するという音楽ゲーム的な要素も取り入れられている。
ダンスフェス曲は、NPC「光吉猛修」の『We're ARKS!』、およびNPC 「PSO2放送局メンバー」は「桃井はるこ」「榎本温子」「会一太郎」の『レアドロ☆KOI☆恋!』。ダンスの振付は両曲ともパパイヤ鈴木によるもの。また各NPCはいずれも同名の実在人物をモデルとしている。
2016年8月10日には新たに、地球親善大使に就任した小林幸子のステージライブが実装された。ライブ曲はオリジナル新曲「ヨーコソ・アークス」。また、アンコール曲は「千本桜（小林幸子ver.）」である。
2017年6月14日には新たに、クーナの新曲である『Cosmic twinkle star』、およびエピソード4エンディングテーマ『光の果て』のライブが実装された。上記のアークスダンスフェスのように、ショップエリアのモニュメントがライブステージとなり、これにアクセスすることでプレイヤーキャラクターもステージに立ちライブ中に自動でダンスする。
2018年6月には期間限定のコラボライブとして「ペルソナ3 ダンシング・ムーンナイト」（P3D）」（ライブ曲は『Mass Destruction（"P3"+"P3F" ver.）』、歌は「Lotus Juice」、メインダンサーは「結城理（主人公）」、パートナーダンサーは「桐条美鶴」と「エリザベス」)「「ペルソナ5 ダンシング・スターナイト」（P5D）」（ライブ曲は『Rivers In The Desert（mito Remix）』、歌は「Lyn」、メインダンサーは「高巻杏」、パートナーダンサーは「雨宮蓮（主人公）」と「奥村春」)からそれぞれ1曲ずつ双方のキャラクター達がダンスを披露するライブが開催された。このライブではクラブベルベット（ペルソナシリーズに登場するベルベットルームがダンスフロアに変化した部屋）をはじめ、リズムゲームで使用されるフォントやSE、ダンスを披露するキャラクターのモデルはATLUSペルソナチーム（Pスタジオ）からの提供によるもの。またキャラクターモデルやダンスモーションについてはP3D・P5Dゲーム本編の物をそのまま使用することが出来なかったため、PSO2側の調整が行われている。コラボライブ実装に伴い、再現衣装やヘアスタイル、アクセサリナリーなどが入手可能なコラボスクラッチが配信された。
2022年2月9日にはPSO2:NGSでステージライブに可能。レテムシティにて、NPC「ナーデレフ」が実装された。ライブ曲は『戦いの歌 ～Against fate～』と『弔いの歌 ～The beginning wind～』である。また、セントラルシティ、クヴァリスキャンプとスティアキャンプのモニターでライブが中継された。
グローバル版のステージライブにて、クーナ、アークスダンスフェスとナーデレフの曲は日本語版と英語版に可能。

## 登場NPCキャラクター
PSO2のノンプレイヤーキャラクター（NPC）についてはファンタシースターオンライン2の登場キャラクターまたは公式サイトのキャラクター紹介を参照。
『ファンタシースターオンライン2』キャラクター紹介 （エピソード1～3）
『ファンタシースターオンライン2』エピソード4 キャラクター紹介
『ファンタシースターオンライン2』エピソード5 キャラクター紹介
『ファンタシースターオンライン2』エピソード6 （キャラクター紹介あり）

## 機種別の特徴
PSO2はWindows PC版以外にも2018年4月時点でスマートフォン版、PlayStation Vita版、PS4版、Nintendo Switch版が展開されており、同じアカウントの同じデータを使用して別媒体でプレイすることが出来るが、Vita版は2020年9月16日にサービスを終了した。ハンゲ版は2020年12月16日でサービスが終了する予定になっている。
| 機種                       | サービス開始年月日 | サービス終了年月日 | ブロック入場 | ブロック入場 | ブロック入場 | ハンゲ IDでのプレイ | トロ・クロ の出現 | 相手とのチャット | 相手とのチャット | 相手とのチャット | 相手とのチャット | 描画設定                        | 描画設定 | オフライン クリエイト |
| 機種                       | サービス開始年月日 | サービス終了年月日 | PC専用       | 共用         | クラウド共用 | ハンゲ IDでのプレイ | トロ・クロ の出現 | PC               | PS Vita          | PS4              | Switch           | 性能                            | 手動調整 | オフライン クリエイト |
| -------------------------- | ------------------ | ------------------ | ------------ | ------------ | ------------ | ------------------- | ----------------- | ---------------- | ---------------- | ---------------- | ---------------- | ------------------------------- | -------- | --------------------- |
| Windows PC環境             | 2012年7月4日       | ※1                 | 〇           | 〇           | 〇           | ×                   | ×                 | 〇               | 〇               | 〇               | 〇               | 設定1(最低)～6(最高)            | 〇       | ×※3                   |
| Windows PC環境（ハンゲ版） | 2012年7月4日       | 2020年12月16日     | 〇           | 〇           | 〇           | 〇※2                | ×                 | 〇               | 〇               | 〇               | 〇               | 設定1(最低)～6(最高)            | 〇       | ×※3                   |
| PS Vita環境                | 2013年2月28日      | 2020年9月16日      | ×            | 〇           | ×            | ×                   | 〇                | 〇               | 〇               | 〇               | ×                | PC環境の設定1相当を改善したもの | ×        | 〇                    |
| PS4環境                    | 2016年4月20日      | ※1                 | 〇           | 〇           | ×            | ×                   | 〇                | 〇               | 〇               | 〇               | 〇               | PC環境の設定6相当               | ×        | 〇                    |
| Switch環境                 | 2018年4月4日       | ※1                 | ×            | ×            | 〇           | ×                   | ×                 | 〇               | ×                | 〇               | 〇               | PC環境の設定5～6相当            | ×        | ×                     |
| PC環境(クラウド版)         | 2018年12月19日     | ※1                 | ×            | ×            | 〇           | ×                   | ×                 | 〇               | 〇               | 〇               | 〇               | PC環境の設定5～6相当            | ×        | ×※3                   |

※1：2021年6月10日にPSO2NGSへ移行。PSO2のシステムおよびフィールドも引き続き継承。
※2：ただし、ハンゲ専用クライアントが必要。
※3：別途SEGA公式で提供している「キャラクタークリエイト体験版」では〇。動作にSEGA IDは不要。

### Windows PC版
PSO2の基本になっている、Windows PC専用クライアント。SEGAが配布しているSEGA ID対応版と、ハンゲームが配布しているハンゲームID対応版とがあり、システム等は同一であるもののSEGA IDとハンゲームIDに互換性はなく、SEGA IDをハンゲーム版クライアントで利用することはできず、逆もまた同様である。
サービス開始から永らくの間ハンゲームIDでプレイした場合、SEGA IDへのプレイデータの移行は不可であったが、2020年2月5日にハンゲームIDからSEGA IDへのゲームデータの移行が可能となった。SEGA ID対応版ではSEGA IDだけでなく、LINE、Twitterアカウントによるゲームプレイが可能であり、SEGA IDとの連携も可能。
2020年8月7日に配信された『PSO2 STATION!+』において、ハンゲーム版のサービスを2020年12月16日の定期メンテナンスを以て終了することが予告され、8月11日に公式サイトで正式に発表された。この発表を以てハンゲームIDでの新規受付や有料ポイントの販売が停止され、引き続きSEGA IDでのプレイを行なう場合は2020年12月16日の定期メンテナンスまでに受付を行う必要がある。また、ハンゲームにて既に支払いを行なっている有料ポイントの払戻は2020年12月18日から2021年3月10日の間に申請を行う。
描画設定
設定1〜6の6段階がデフォルトで用意されており簡易に設定できるほか、各項目を個別に設定できる。設定1が最低、設定6が最高の解像度となる。

#### Windows PC(クラウド)版
2018年12月19日にサービス開始し、SEGA版のクライアントでのみ対応している。ゲーム起動時に通常版かクラウド版を選択できる。クラウド版の制限に関してはNintendo Switch版と同様だが、コミュニケーションに関してのみ制限がない。

### キャラクタークリエイト体験版
Windows PC専用の、ベンチマーク機能とキャラクター作成機能のみが付いたツール。ゲーム本編を体験するような機能はない。2016年2月現在の公開ヴァージョンはEP4 ver. 1.0（ver. 4.0）。
デモンストレーション
起動後、一定時間放置することでデモ映像が流れ始める。
動作検証
ベンチマークを開始する。このとき流れる映像は上述のデモと同一だが、右下にFPSとスコアが表示される。デモが一巡すると最終スコアが表示され、この値が多いほどWindows PC版の動作は快適とされる。
キャラクタークリエイト
ゲームクライアントと同様にキャラクターが作成できる。作成したキャラクターデータは保存・読み込みでき修正できるほか、保存しておいたデータをゲームクライアントで読み込みキャラクター作成に利用することも可能。また、作成したキャラクターを保存終了した後に「動作検証」モードを起動すると、ベンチマークに登場するキャラクターの1人が作成したキャラクターに変更される。
ヴァージョンによる相違点
体験版のヴァージョンによって、アイコンとデモの内容が異なる。また新しいヴァージョンにはキャラクタークリエイト時に選択可能なクラスや髪型などが追加されている。
ver. 1.0は2012年4月5日公開。アイコンはラッピー、デモ内容は市街地と森林を舞台にしたもの。
ver. 2.0は2013年3月29日公開。アイコンはリリーパ族、デモ内容は火山洞窟と浮遊大陸と龍祭壇を舞台にしたもの。
EP4 ver. 1.0（通算ver. 4.0）は2016年2月29日公開。アイコンはワンダ、デモ内容は東京を舞台にしたもの。また、このヴァージョンより簡易描画設定に「設定6」が追加されている。

### PS Vita版
Windows PC版の移植で、一部の機能はPS Vita向けにアレンジされているものの、基本的にはWindows PC版と共通するゲームシステムを持つ。そのためWindows PCとPS Vitaで同一のSEGA IDが利用でき、またWindows PC版のユーザーと一緒にプレイすることも可能。なおハンゲームIDには対応していない。
クライアントにはダウンロード版とパッケージ版、PS Vita同梱版があり、それらのクライアントは全て同一のプログラムである（後発のパッケージも同様であり、その旨がパッケージ外装に記載されている）。パッケージ版およびVita同梱版のクライアントはPS Vitaカードに収録されているが、ダウンロード版はメモリーカードに3.1〜3.3Gの空き容量を要する。それらとは別に、メモリーカードにアップデートデータ用の容量が必要。
正式稼動当初はアップデートデータに1.2GB以上の空き容量を要し、パッケージ版は最低4G、ダウンロード版は最低8Gのメモリーカードが必要とされた。その後のアップデートデータの容量増加に伴い、2016年12月現在は32GB以上のメモリーカードでプレイすることが推奨されている。なお、2017年7月26日のアップデートデータ再構築に伴い、クライアントとアップデートデータの合計サイズは約14.1GBになる。
2020年3月24日放送の「PSO2 STATION!」内にて8月19日予定のアップデートを以て PS Vita版のサービス終了が告知されたが、新型コロナウィルス流行の影響により9月16日終了予定に延期された。
アカウントの紐付け
PS Vitaでは初回ログイン時のSEGA IDにSEN IDが自動的に登録され、変更は不可能である。
PS4版で紐付け済みのアカウントを利用している場合は、そのアカウントをPS Vita版でもそのまま利用できる。
オフラインキャラメイク
サーバーへ接続せずにキャラクター作成が行える機能。この機能により、メンテナンスなどでゲームサーバーが利用できない状況でも、キャラクター作成は可能となっている。機能そのものはログイン後のキャラクター作成機能と同一で、作成したデータはログイン後のキャラクター作成時やエステでのキャラクター変更時にも利用可能である。
キャラクターポートレート
PS Vita本体のカメラ機能を利用し、登録されているキャラクター1名と現実の風景を合成した画像が撮影できる機能。
キャラクターはデモなどで登場する3種族の男女6名がデフォルトで登録されているほか、ユーザー自身のプレイヤーキャラクターを登録できる枠が3枠ある。プレイヤーキャラクターを登録すると、そのキャラクターにおいてクエストへ連れて行けるパートナー（公式NPC）が追加される特典がある。また2014年11月19日のアップデートにて、サポートパートナーの登録も可能となった。
キャラクターは、角度や大きさを変えて好きな位置へ配置できるほか、表情を変えたり、そのアカウントに登録されたロビーアクションを用いて任意のポーズを取らせたり、カットイン、吹き出し、漫符を用いてセリフを添えたり、といったことが可能。ユーザー自身のキャラクターに限り、登録時に武器パレットにセットされていた武器を構えることもできる。
ポートレート用のキャラクター登録はビジフォンから行い（PS Vitaからのログイン時のみ）、再登録の制限はない。
キャラクターの外見は登録時のものに固定され、利用できるロビーアクションも再登録時に更新される。
3DCGモデル簡素化
Windows PC版の設定1より解像度などが低くなっており、ブラー等の表現もオミットされている。
人物や背景のモデルが簡素化されている。また、テクスチャー自体の解像度もWindows PC版と比べて粗くなっているが、上述のキャラクターポートレートのテクスチャーはこれよりも粗い。他にもキャラクターのセルフシャドウが削除されている。
それぞれのプラットフォームで同期する必要があるため、キャラクターの挙動は両者共ほぼ同一である。
インターフェイスの相違
基本的なインターフェイスはWindows PC版と同様だが、PS Vitaは表示画面が5インチと小さいため、標準でチャットログが非表示（Windows PC版では標準で常時表示）、装備品の特殊能力の詳細表示がないなどの違いがある。
また、Windows PC版では独自フォントで表示されるテキストも、PS Vita版では標準のゴシック体で表示される。
文字入力
チャットや検索などにおける文字入力は、PS Vita標準のタッチパネル式ソフトキーボードのみ使用でき、外部入力機器には対応していない。
この仕様のため、チャット時にはゲーム画面が左上側に縮小表示され、右上側にチャット入力欄、画面の下半分がソフトキーボード表示欄となる。
一部操作のタッチパネル対応
上述の文字入力以外にも、一部の操作はタッチパネル対応となっている。具体的にはサブパレットの使用、武器アクション、マップ表示の切り替えなどである。
なお、これらの操作にはボタン操作できずタッチパネル操作のみのものも含まれるため、タッチパネル操作が不可能なPS Vita TVには非対応となっている。

### PS4版
Windows PCやPS Vitaと同一のSEGA IDが利用でき、またWindows PC版やPS Vita版のユーザーと一緒にプレイすることも可能。
PS Vita版と同様にSEGA IDとSEN IDの紐付けが必要で、PS Vita版で紐付け済みのアカウントを利用している場合は、そのアカウントをPS4版でもそのまま利用できる。
対応キーボードを接続することでキーボード操作可能、GUIや入場ブロックはWindows PC版と同様など、基本的にはWindows PC版に準拠した仕様だが、スタートメニューに「オフラインキャラクタークリエイト」の項目がある、ロビーにトロとクロが出現するなど、一部の仕様はPS Vita版に準拠したものとなっている。
サービス開始時PlayStation®4のHDD容量が「45GB以上」必要。かんたんログイン機能に対応している。

### Nintendo Switch版
2017年9月のNntendoDirectで発表された新たなプラットホーム展開で2018年4月4日サービス開始
クラウドサーバーを使っておこなうクラウドゲームのサービスとして開発が進められている。大容量のゲームデータを専用のクラウドサーバーに搭載し、Switch本体→クラウドサーバー→PSO2ゲームサーバーで相互に通信を行うため安定した通信環境が必要（Switchで入力した信号をクラウドサーバーが受取り、受け取った結果をゲームサーバーへ転送。ゲームサーバーはその結果の映像をクラウドサーバーへ送り、クラウドサーバーはその映像をSwitch本体に送信し、表示する）。またfpsもクラウドゲームの特性から最大値の60ではなく、30に制限されていたが、2018年9月12日より60に改善された。料金形態も他のプラットフォーム同様に基本無料+一部課金で展開される。かんたんログイン機能に対応している。
ブロックは専用の「クラウド共用ブロック」が設けられ、Switch以外ではPCから接続したプレイヤーもこのブロックに入場しプレイすることができるが、PS vitaおよびPS4から接続したプレイヤーは入場することができない。また、マイルームやチームルームは他の機種でプレイしているキャラクターと空間を共有することはできるが、チャットについてはSwitchまたはPCから接続したプレイヤーとは可能であるがPS vitaおよびPS4から接続したプレイヤーとは不可能となっている。さらにバトルブロックは「クラウド専用ブロック」となり、PCで接続しているプレイヤーもここへ立ち入ることはできない。

### スマートフォン版
Android OSおよびiOSに対応しており、タイトルは『ファンタシースターオンライン2 es』。『PSO2es』と略される。タイトルにある"es"にはエッセンス(essence)の意味が含められており、PSO2esを通して本質を咀嚼しつつも少し違うPSO2の一面を知ってもらいたい、とシリーズプロデューサーの酒井は語っている。Windows PC版およびPS Vita版とは異なるゲームシステムを持つが、プレイヤーデータは共通しており、SEGA IDと連動設定することでコスチューム着用やマグ育成など、PSO2に関する機能も一部利用できるようになる。なお、Android OS版は有料ポイント（AC）も共有しているが、iOS版で課金する際はiOS版専用の有料ポイント（iAC）が必要となる。

### グローバル版
2020年4月14日に北アメリカにてサービス開始。日本では非対応、日本語と英語音声とテキストは可能で、Xbox Networkアカウント、PlayStation Networkアカウント、Steamアカウント、Epic Gamesアカウントが必要。

## 事件等
日付や時間等は、特記のない限り日本時間。

### ゲームシステム関連
アップデートプログラムの不具合によるデータ損壊（2013年9月4日）
2013年9月4日に配信したアップデートプログラムのうち、11時00分 - 14時42分（=当初発表 後日訂正 11:00 - 22:17）の間に配信されたWindows PC版のプログラムにより、『PSO2』とは無関係であるハードディスク内のデータが消去される不具合があったことが判明した。この不具合のあるアップデートを完了させたプレイヤーは20,514人（後に200名追加）であり、多くのプレイヤーが不具合の影響を受けたとみられる。この不具合により、HDD内のデータの消去およびWindowsが起動不可能となったプレイヤーが続出し、Twitterおよび2ちゃんねる上では騒動となった。これに対して、セガは不具合が発生したプレイヤー全員に5000円分相当の金券または10000AC（ゲーム内有料ポイント）の送付、および個別対応を行うことを発表。また、全てのプレイヤーへのお詫び対応をすることも明らかにした。また、6日にはプロデューサーである酒井智史から不具合に対するお詫びと説明が掲載された。お詫び対応については、ユーザーが自身でデータ削除の発生を確認し申告する必要がある。どの部分が削除されるかなど、確認するための情報が一切公表されていない（12月22日現在）ため、ハードディスク内全てのファイルをチェックする必要がある。補足などの追加投稿も含め約2万2000件の報告が寄せられ、公式サイトでは11月末までに報告済みユーザーの99%に対しての対応が完了したとされている。
なお、これらの不具合はWindows PC版限定のもので、PS Vita版のアップデートデータに不具合はなかった。
DDoS攻撃による接続障害（2014年6月19日 - 7月16日）
2014年6月19日夕方より、ゲームサーバーに対して原因不明の接続障害が発生。同日夜に、接続障害の原因が第三者からのDDoS攻撃によるものと公式発表され、『PSO2』および『PSO2es』サービスの一時停止措置が取られた。この影響で、予定されていた『アークス候補生！』の放送も中止された。また、2日後の21日には「ファンタシースター感謝祭2014」大阪会場の開催を控えていたが、これについてはアークスグランプリ（ゲームクライアントを用いたイベント）も含めて問題なく開催されることが告知された。
翌20日午前、『PSO2』および『PSO2es』公式サイトもDDoS攻撃の対象となり、接続障害が発生。公式Twitterアカウント、it-tells、公式ブログといったセガ運営ではない各種の外部サービスによって発表され、また今後の経過報告もそれらの外部サービスを通じて発表することが告知された。
24日夕方、『PSO2』および『PSO2es』公式サイトを暫定的に再開。翌25日には、今回の接続障害に対して一部のサービスやキャンペーン等の期間延長措置を取ることが発表された。
27日午後、DDoS攻撃は小康状態に移行していることが発表され、同日夕方には『PSO2』の一部サービスが再開した。PC版およびPS Vita版のサービスは再開したが、アークスキャッシュ購入手続きおよび『PSO2es』については再開保留とされた。また『PSO2es』に関しては、対策を施したアプリでApple社の審査を受ける必要があるため、再開に時間がかかることも合わせて告知された。
30日夕方、「不特定の第三者によるDDoS攻撃は確認されていない」としてアークスキャッシュ購入手続きを再開。
7月16日夕方、『PSO2es』のサービス再開。これにより、DDoS攻撃で停止した全サービスの再開となった。
ワンタイムパスワード(OTP)の不具合及びシステム変更（2015年8月30日 - 2016年9月28日）
PSO2ではセキュリティ強化の一環として2015年5月29日よりサードネットワークス社提供によるワンタイムパスワード（SecureOTP）を導入したが、2015年8月30日の障害を筆頭に、度重なる不具合により接続できない問題が頻発した。同年12月15日よりGoogleが提供する「Google Authenticator」（Google認証）を新たに導入した。Google認証導入後もSecureOTPによるサービスは継続されていたが、不具合が改善されないと判断されたことから2016年9月28日の11:00を以てSecureOTPサービスを終了した。

### イベント関連
ファンタシースター感謝祭2013における混雑騒動（2013年6月29日）
この年より開催されたファンタシースター感謝祭2013の福岡会場にて会場に入場できない、入場できてもメイン会場にたどり着けない、複数人が熱中症で倒れるという騒ぎが発生した。運営サイドはファンタシースター感謝祭の前身である全国ファン感謝祭2010福岡大会の来場者を参考（2011年は東日本大震災の影響により福岡大会は中止）に400人程度と想定し福岡市にある小規模ホール「スカラエスパシオ」（床面積421m2。2010福岡大会と同じ会場）にて開催したが、当日は想定の5倍となる2,000人が来場したことからこの騒動になった。この影響により決勝会場であるディファ有明では抽選方式による入場制限が行われた（ただし、抽選制の発表は7月1日であり、それ以前から抽選制としていた可能性がある）ほか、翌年より各会場の大型化が実施され、福岡会場も北九州市にある「西日本総合展示場」（床面積7,000m2）に変更されている。
イベントに対する爆破予告（2015年11月23日、2017年2月3日）
2015年11月19日、電子掲示板「2ちゃんねる」に爆破を予告する書き込みがあった。内容から、4日後の23日にパシフィコ横浜国立大ホールで開催予定のファンタシースターシリーズ音楽イベント「シンパシー2015」に対する爆破予告と見做され、20日に公式サイトから対応が発表された。開催日には事前の告知通り、会場内にあるコインロッカーが閉鎖されたほか、金属探知機を使用した手荷物検査が実施された。また、主催のセガゲームスは神奈川県警察へ相談し、県警は威力業務妨害の容疑で捜査を進めていた。その後、該当の書き込みをした埼玉県春日部市在住の31歳男性が12月9日に書類送検され、略式起訴により罰金刑が確定した。「ログインエラーで利用できず、頭に来てやった」と供述しており、動機として上述のワンタイムパスワード（SecureOTP）の不具合に対する不満が挙げられた（この事件から間もなくGoogle Authenticatorの提供が開始されている）。
2017年2月3日にも、ツイッターにて、オフラインイベントでの殺害予告およびスイーツパラダイスにて開催されていた「アークスカフェ」での爆破予告が投稿された。オフラインイベントは直近の開催予定が無かったものの、アークスカフェは名古屋スパイラルタワーズ店にて開催中だったため、愛知県警によってスイーツパラダイス客などの避難、周辺の封鎖が行われた。その翌日深夜、投稿者の出頭により収束。2月4日以降の営業は通常通り行われた。

## 受賞歴
- 東京ゲームショウ2011 日本ゲーム大賞のフューチャー部門受賞[81]。
- ファミ通アワード2012 PC・モバイル部門優秀賞[82]
- 日本ゲーム大賞2013 優秀賞(PC版/PS Vita版)[83]
- WebMoney Award GLAND PRIX 5回（2012年、2013年、2014年、2015年、2016年）[84][85][86][87][88]、SEMI GLAND PRIX 1回(2018年)[89], BEST GAMES 3回（2017年、2019年、2019年）[90][91][92]
- PlayStation Awards 特別賞 1回(2013)、PlayStation Network Award 3回(2015、2016、2017)[93][94][95][96]

## 商品情報
ゲームクライアントは原則として公式サイトから無料でダウンロード可能だが、各種の特典アイテムが同梱されたパッケージ版、そのほか設定資料集、公式CDソングなども発売されている。

### パッケージ
エピソード1
『ファンタシースターオンライン2 プレミアムパッケージ』セガ、2012年9月13日。ASIN B008FJZCR4。
DVD-ROM、正式サービス開始記念パッケージ。
『ファンタシースターオンライン2 スペシャルパッケージ』セガ、2013年2月28日。ASIN B00ABA7OK8。
PlayStation Vitaカード。PS Vita版正式稼動記念パッケージ。特典アイテムは『PSPo2』のPC用初期コスチュームほか。

エピソード2
『ファンタシースターオンライン2 プレミアムパッケージvol.2』セガ、2013年7月17日。ASIN B00D63BI6S。
DVD-ROM、エピソード2実装記念パッケージ。特典アイテムは『PSU』の主人公「イーサン」とヒロイン「カレン」のコスチュームほか。
『ファンタシースターオンライン2 エピソード2 デラックスパッケージ』セガ、2014年3月20日。
- Windows版（DVD-ROM）ASIN B00HVCKZG4
- PS Vita版（PlayStation Vitaカード）ASIN B00HJKZPOU

PS Vita版1周年記念パッケージ。二機種同時発売、特典内容も全て同一。特典アイテムは永野護デザインのコスチュームほか。

エピソード3
『ファンタシースターオンライン2 エピソード3 デラックスパッケージ』セガゲームス、2015年3月19日。
- Windows版（DVD-ROM）ASIN B00R0QNWA2
- PS Vita版（PlayStation Vitaカード）ASIN B00VOSRXZC

PS Vita版2周年記念パッケージ。二機種同時発売、特典内容も全て同一。特典アイテムは『PSPo2i』のNPC「ナギサ」「シズル」のコスチュームほか。また早期購入特典として、先着3万セット限定の特典アイテムも配布された。

エピソード4
『ファンタシースターオンライン2 エピソード4 デラックスパッケージ』セガゲームス、2016年4月20日。
- Windows版（DVD-ROM）ASIN B01AXCVQF2、
- PS Vita版（PlayStation Vitaカード）ASIN B01AW43BUY
- PS4版（BD-ROM）ASIN B01AW43BQ8

PS4版正式稼動記念パッケージ。三機種同時発売、特典内容も全て同一。特典アイテムは『ファンタシースターオンライン2 ジ　アニメーション』のキャラクター「イツキ」「RINA」のコスチュームほか。

### 音楽CD/ドラマCD
サウンドトラック
- 『ファンタシースターオンライン2 オリジナルサウンドトラック Vol.1』WAVE MASTER、2013年10月30日。ASIN B00EDI88IQ。
- 『ファンタシースターオンライン2 オリジナルサウンドトラック Vol.2』WAVE MASTER、2013年11月27日。ASIN B00F34CXP8。

挿入歌「Our Fighting」および「永遠のencore」収録。
- 『ファンタシースターオンライン2 オリジナルサウンドトラック Vol.3』WAVE MASTER、2014年12月24日。ASIN B00OC3E7L4。

挿入歌「終わりなき物語」および「Our Fighting（ver. MIYABI）」、PSU主題歌「Living Universe（初音ミク＆巡音ルカver.）」収録。
- 『ファンタシースターオンライン2 オリジナルサウンドトラック Vol.4』WAVE MASTER、2016年4月13日。ASIN B0188MP5DI。
- 『ファンタシースターオンライン2 オリジナルサウンドトラック Vol.5』WAVE MASTER、2017年6月28日。ASIN B06XQHRFNT。
- 『ファンタシースターオンライン2 オリジナルサウンドトラック Vol.6』WAVE MASTER、2017年8月23日。ASIN B071K1WN16。
- 『ファンタシースターオンライン2 オリジナルサウンドトラック Vol.7』WAVE MASTER、2019年8月28日。ASIN B07V3RFDCH。
- 『ファンタシースターオンライン2 オリジナルサウンドトラック Vol.8』WAVE MASTER、2019年8月28日。ASIN B07V82858V。
- 『ファンタシースターオンライン2 オリジナルサウンドトラック vol.7 ＆ 8 Special Pack ～RECITEA～』WAVE MASTER、2019年8月28日。ASIN B07V2MD8M5。

キャラクターソング
- 『PHANTASY STAR ONLINE 2 キャラクターソングCD〜Song Festival〜』フロンティアワークス、2014年8月27日。ASIN B00KZP6W6Q。
- 『PHANTASY STAR ONLINE 2 キャラクターソングCD〜Song Festival〜II』フロンティアワークス、2015年8月26日。ASIN B00ZNW80ES。
- 『PHANTASY STAR ONLINE 2 キャラクターソングCD〜Song Festival〜III』フロンティアワークス、2016年4月27日。ASIN B01C0NULKS。
- 『PHANTASY STAR ONLINE 2 キャラクターソングCD〜Song Festival〜BEST』フロンティアワークス、2016年12月21日。ASIN B01M739H75。
- 『PHANTASY STAR ONLINE 2 キャラクターソングCD〜Song Festival〜IV』フロンティアワークス、2018年9月28日。ASIN B07FTBB9C2。
- 『PHANTASY STAR ONLINE 2 キャラクターソングCD〜Song Festival〜V』フロンティアワークス、2019年8月23日。ASIN B07SPDX8NY。

ドラマCD
- 『ドラマCD PHANTASY STAR ONLINE2 〜Projectドリームアークス!〜』フロンティアワークス、2013年7月24日。ASIN B00CKWHHF2。
- 『ドラマCD PHANTASY STAR ONLINE 2 〜アイドル・カプリッチオ〜』フロンティアワークス、2015年2月25日。ASIN B00S9IGVXK。
- 『ドラマCD PHANTASY STAR ONLINE 2 ～ハルコタン見聞録～』フロンティアワークス、2016年1月27日。ASIN B017GD1TDA。
- 『ドラマCD PHANTASY STAR ONLINE 2 ～シエラ'sリポート～』フロンティアワークス、2018年1月10日。ASIN B076J2BFFW。

挿入歌（シングルCD）
- 光吉猛修、桃井はるこ、榎本温子『We're ARKS!/レアドロ☆KOI☆恋!』セガゲームス、2015年9月3日。ASIN B011F2ZI1W。
- 小林幸子『ヨーコソ・アークス』セガゲームス、2016年8月18日。ASIN B01JOBZA2S。

挿入歌（アルバムCD）
- 『QUNA』フロンティアワークス、2017年8月23日。ASIN B071S4N2QB。
- 『Phantasic QM mini album for Phantasic 3D LIVE 2018』フロンティアワークス、2018年11月7日。ASIN B07GVPT16G。
- 『Phantasy Star Vocal Collection』WAVE MASTER、2020年11月25日。ASIN B08LHSPC8Q。

### 書籍
ガイドブック
- 『ファンタシースターオンライン2 スタートガイドブック』エンターブレイン、2012年6月27日。ISBN 978-4047282186。

書籍・DVD-ROM付、正式サービス開始記念ガイドブック。
- 『ファンタシースターオンライン2 エピソード2 スタートガイドブック』エンターブレイン、2013年7月17日。ISBN 978-4047290556。

書籍・DVD-ROM付。エピソード2実装記念ガイドブック。
- 『ファンタシースターオンライン2 EPISODE3 マスターガイドブック』KADOKAWA/エンターブレイン、2015年3月4日。ISBN 978-4047303515。
- 『ファンタシースターオンライン2 EPISODE4 スタートガイドブック』KADOKAWA/エンターブレイン、2016年1月27日。ISBN 978-4047331105。
- 『ファンタシースターオンライン2 EPISODE5 スタートガイドブック』KADOKAWA/エンターブレイン、2017年7月26日。ISBN 978-4047332706。
- 『ファンタシースターオンライン2 EPISODE6 スタートガイドブック』KADOKAWA/エンターブレイン、2019年4月24日。ISBN 978-4047333949。

設定資料集
- 電撃攻略本編集部『ファンタシースターオンライン2 EPISODE 1&2 設定資料集』KADOKAWA/アスキー・メディアワークス、2012年6月27日。ISBN 978-4048693158。

特典アイテムは「シオンメガネ」「シーリスローブ」ほか。
- 電撃攻略本編集部『ファンタシースターオンライン2 EPISODE 3 設定資料集』KADOKAWA/アスキー・メディアワークス、2016年3月23日。ISBN 978-4048658003。

特典アイテムは「シャオヘアー」「オムニスブルー」ほか。
- 電撃攻略本編集部『ファンタシースターオンライン2 EPISODE 4 設定資料集』KADOKAWA/アスキー・メディアワークス、2017年11月25日。ISBN 978-4048933742。
- 電撃攻略本編集部『ファンタシースターオンライン2 EPISODE 5 設定資料集』KADOKAWA/アスキー・メディアワークス、2019年7月13日。ISBN 978-4049125955。

ファッションカタログ
衣装やアクセサリ、髪型など、主にキャラクターの外見をカスタマイズするためのデータをゲーム画像で収録。過去のPSシリーズのリメイク衣装は収録されているが、その他のコラボ衣装は未収録。
- 電撃PlayStation編集部『ファンタシースターオンライン2 ファッションカタログ 2012-2015』KADOKAWA/アスキー・メディアワークス、2015年8月11日。ISBN 978-4048693899。

ファッションカタログ第1弾。2012年7月（正式サービス開始時）から2015年3月配信分までを収録。
- 電撃PlayStation編集部『ファンタシースターオンライン2 ファッションカタログ 2015-2016 ORACLE & TOKYO COLLECTION』KADOKAWA/アスキー・メディアワークス、2016年9月17日。ISBN 978-4048923774。

ファッションカタログ第2弾。2015年4月から2016年6月配信分までを収録。
- 電撃PlayStation編集部『ファンタシースターオンライン2 ファッションカタログ2016-2017 Realization of Illusion』KADOKAWA、2017年8月12日。ISBN 978-4048932639。

ファッションカタログ第3弾。2016年7月から2017年5月配信分までを収録。
- 電撃PlayStation編集部『ファンタシースターオンライン2 ファッションカタログ2017-2018 LEGACY OF OMEGA』KADOKAWA、2018年12月28日。ISBN 978-4049122435。

ファッションカタログ第4弾。2017年6月から2018年6月配信分までを収録。
- 電撃PlayStation編集部『ファンタシースターオンライン2 ファッションカタログ2018-2019 STARS and GUARDIANS』KADOKAWA、2019年12月26日。ISBN 978-4049128901。

ファッションカタログ第5弾。2018年7月から2019年7月配信分までを収録。

その他
- ファミ通コネクト!オン編集部『25th アニバーサリー ファンタシースター ビジュアルクロニクル』エンターブレイン、2013年3月30日。ISBN 978-4047288850。

ファンタシースターシリーズ25周年記念書籍。PSO2に関する設定資料も収録。
- にのまえあゆむ『ファンタシースターオンライン2 サイドストーリーズ』一迅社、2014年6月16日。ISBN 978-4758045773。

ゲーム本編に登場するNPCの外伝を描いた短編集。
- 週刊ファミ通編集部『15th アニバーサリー ファンタシースターオンライン ビジュアルクロニクル』KADOKAWA/エンターブレイン、2015年12月21日。ISBN 978-4047331013。

ファンタシースターオンライン15周年記念書籍。PSO2の初期設定資料も収録。
- 電撃PlayStation編集部『ファンタシースターオンライン2 スペシャルブック Vol.1』KADOKAWA/アスキー・メディアワークス、2016年4月28日。ISBN 978-4048694407。

主にPSO2ジ・アニメーション視聴者向けの、全12話の総集編およびエピソード4のスタートガイド本。
- セガゲームス、木箱キユ『PHANTASY STAR ONLINE 2 EPISODE 0』KADOKAWA、2017年7月25日。ISBN 978-4041059111。
- セガゲームス、ぬまこ『ファンタシースターオンライン2 es うえぽの!』KADOKAWA、2017年7月26日。ISBN 978-4048932974。
- セガゲームス、かにかま、ちょぼらうにょぽみ『ファンタシースターオンライン2 es 恋やかんギャラクシー』KADOKAWA、2018年8月27日。ISBN 978-4049120141。
- セガゲームス、ペケこ『ファンタシースターオンライン2 ぷそ煮コミ1』KADOKAWA、2019年1月26日。ISBN 978-4049123142。
- セガゲームス、ペケこ『ファンタシースターオンライン2 ぷそ煮コミ2』KADOKAWA、2019年8月26日。ISBN 978-4049127287。
- セガゲームス、ペケこ『ファンタシースターオンライン2 ぷそ煮コミ3』KADOKAWA、2020年3月27日。ISBN 978-4049130959。
- セガゲームス、ニャロメロン『ファンタシースターオンライン2 es ぎゅ。』KADOKAWA、2019年9月27日。ISBN 978-4049127508。
- セガゲームス、ニャロメロン『ファンタシースターオンライン2 es ぎゅ!!』KADOKAWA、2021年2月10日。ISBN 978-4434284779。

### その他の商品
PlayStation Vita Wi-Fiモデル アイス・シルバー. ソニー・コンピュータエンタテインメント. (2013-02-28). ASIN B008FJZCR4
PlayStation Vita Wi-FiモデルにPS Vita専用ソフトウェア『ファンタシースターオンライン2』および「AC1000獲得チケット」同梱。
朱鬼姫シキ コトブキヤ
プラモデル。DVD-ROM付属。特典アイテムは「朱鬼姫シキ・レプカ」ほか。
藍鬼姫シキ コトブキヤ
プラモデル。DVD-ROM付属。特典アイテムは「藍鬼姫シキ・レプカ」ほか。
A.I.S コトブキヤ
プラモデル。特典アイテムは「進化デバイス/A.I.S」ほか。
A.I.S Gray Ver. コトブキヤ
プラモデル。特典アイテムは「進化デバイス/A.I.S」ほか。
幻創戦艦・大和 青島文化教材社
プラモデル。特典アイテムは「310「ハギト・フェムト」(ロビーアクション)」ほか。

## 他作品・他企業とのコラボ
2013年
- 『どこでもいっしょ』 - 2013年2月28日、PS Vita版サービス開始と同時に実装。PS Vita版のみトロとクロがゲームロビーに出現し、条件を満たせばPC版とPS Vita版のいずれでもパートナーキャラクターとして使用可能になる。なお、その後PS4版のサービスが開始され、PS4版でもトロとクロが全てのロビーに登場している。
- 『VOCALOID』 - 2013年4月10日、「初音ミク」のコスチュームと髪型、「ミクダヨー」のマグ進化デバイスが実装。
- 『ボーダーブレイク ユニオン』 - 2013年6月12日 - 2013年8月7日、機体「クーガーNX」が期間限定クエストのボスエネミーとして実装。「クーガーNX」関連の武器迷彩やステッカーのほか、当時の開発・広報スタッフ「牛マン」のコスチュームも実装された。
- 『バーニングレンジャー』 - 2013年7月3日 - 7月10日、バーニングレンジャーとのコラボレーションによる期間限定クエストが実装された。
- 『魔法少女まどか☆マギカ』 - 2013年10月9日、鹿目まどかと暁美ほむらのコスチュームと武器迷彩、キュゥべえのマグ進化デバイスが実装。
- 『Fate/stay night』&『プリズマ☆イリヤ』 - 2013年11月、セイバーと遠坂凛、アーチャー、ギルガメッシュ、プリズマ☆イリヤのコスチュームと髪型、武器迷彩などが実装。

2014年
- 『進撃の巨人』 - 2014年3月26日、「マキシマムアタックオンタイタン」と題して、『進撃の巨人』関係のコラボアイテムが実装された。
- 『よつばと！』 - 2014年8月、ダンボーのコスチュームとマグ進化デバイスが、ファンタシースター感謝祭2014決勝会場への来場特典として配布、実装された。
- 『初音ミク -Project DIVA-』 - 2014年7月23日、『初音ミク -Project DIVA-』シリーズ5周年を記念して、鏡音リン・レンと巡音ルカのコスチュームと髪型が実装され、ミクとルカのデュエットによるステージライブも期間限定で開催された。
- 『電脳戦機バーチャロン』 - 2014年7月30日 - 8月13日、イベントロビーでバーチャロンロビーを実施、実物大テムジンのモニュメントが飾られた。
  - テムジンとフェイ・イェンを全種族対応コスチュームおよび髪型として実装。開発陣によると、それらのモデルは『バーチャロン フォース』のハイエンドモデルからの流用とのこと。
  - また、本コラボを記念した「PSO2版フェイ・イェン」のプラモデルが2014年8月30日にプラモデルメーカーハセガワから発売された。

- 『シャイニング・フォース クロスエクレシア ゼニス』 - 2014年7月30日 - 8月27日、クエストボス「ナイトギア」が期間限定クエストのボスエネミーとして実装。「ナイトギア」関連の武器迷彩やアクセサリも入手可能とされた。
- 『魔法科高校の劣等生』 - 2014年8月、司波達也と司波深雪の制服、髪型、武器迷彩などが実装。
- 『ゆるゆり』 - 2014年11月、実装。
- 『宇宙戦艦ヤマト2199』 - 2014年12月、実装。

2015年
- 『Hi☆sCoool! セハガール』 - 2015年2月25日、メダルスクラッチ「セガ・ハード・ガールズ・チップコラボ」として実装。
- 『テイルズ オブ ゼスティリア』 - 2015年4月、実装。
- 『電脳戦機バーチャロン フォース』 - 2015年7月8日 - 7月22日、『バーチャロンフォース』とのコラボとして前述のバーチャロンロビーが再登場。
- 『ブレイブルー』 - 2015年8月5日、実装。
- 『ギルティギア』 - 2015年8月26日 - 9月24日。

2016年
- 『ワールド エンド エクリプス』 - 第1弾 2016年2月26日 - 3月9日、第2弾 3月25日 - 4月6日、『PSO2』4周年記念第1弾 6月16日 - 6月30日、『PSO2』4周年記念第2弾 7月14日 - 7月28日
- 『サクラ大戦』 - 2016年6月22日、実装。
- 『ファイナルファンタジーXIV』 - 2016年7月6日 - 8月24日、「闘神オーディン」が期間限定クエストのボスエネミーとして実装。その他、衣装や武器迷彩なども実装。
- 『ゴジラ』 - 2016年8月10日 - 9月7日、ゴジラロビー実施。登場するゴジラは平成ゴジラシリーズのものである。
- 『乖離性ミリオンアーサー』 - 2016年10月19日 - 、コスチュームや武器迷彩などを実装。
- 『GRAVITY DAZE 2』 - 2016年11月9日 - 、コスチュームやロビーアクションなどを実装。
- 『ペルソナ5』 - 2016年12月21日 - 、コスチュームやロビーアクションなどを実装。
- 『しまむら』 - 2回実施。実店舗ではシャツなどの服を1,500円（税込）で販売し、これにプロダクトコートが付属した。

2017年
- 『NieR:Automata』 - 2017年3月10日 - 、コスチュームや武器迷彩などを実装。
- 『予言者育成学園 Fortune Tellers Academy』 - 2017年3月5日 - 2017年3月24日、『予言者育成学園 Fortune Tellers Academy』側でPSO2に関連した問題が出題された。
- 『ドン・キホーテ』 - 2017年6月7日 - 9月6日、ゲーム内に店舗が登場。実店舗ではコラボグッズを販売し、これにプロダクトコードが付属した。
- 『フレームアームズ』、『フレームアームズ・ガール』 - 2017年6月7日 - 、パーツ、コスチューム、武器迷彩などを実装。
- 『株式会社 後藤人形』 ファンタシースター感謝祭2017の全会場において特別展示作品「月の光」が公開された。
- 『進撃の巨人』 - 2017年9月27日 - 、『進撃の巨人』関係のコラボアイテムが実装、再発売された。
- 『アトリエシリーズ』 - 2017年10月25日 - 、『ソフィーのアトリエ ～不思議な本の錬金術士～』と『エスカ＆ロジーのアトリエ Plus ～黄昏の空の錬金術士～』からコスチューム、武器迷彩、ロビーアクションなどが実装された。
- 『電撃PlayStation』 - 2017年11月8日 - 12月6日、期間限定緊急クエストやコスチュームが実装された。

2018年
- 『結月ゆかり』 - 2018年1月24日 - 、コスチューム、ミュージックディスクなどが実装された。
- 『スカルプD』 - 2018年2月14日 - 、コラボパーケージを販売。これにスカルぷD公式キャラクターの再現衣装などのプロダクトコードが付属した。
- 『結城友奈は勇者である』 - 2018年2月21日 - 、コスチューム、ロビーアクションなどが実装された。
- 『電脳戦機バーチャロン×とある魔術の禁書目録 とある魔術の電脳戦機』 - 2018年2月21日 - 3月7日、 ゲーム内コンテンツであるバトルアリーナがコラボ仕様になり、コスチューム、武器迷彩などが報酬として実装された。
- 『ゼルダの伝説 ブレス オブ ザ ワイルド』 - 2018年4月4日、Nintendo Switch版でのみ達成可能な条件を満たすと、武器迷彩やコスチュームを入手できる。
- 『Re:ゼロから始める異世界生活』 - 2018年04月11日 - 、コスチュームやロビーアクションなどが実装された。
- 『ドン・キホーテ』 - 第2弾 2018年4月25日 - 6月6日、ゲーム内に店舗が登場。実店舗ではコラボグッズを販売し、これにプロダクトコードが付属した。
- 『P3D』、『P5D』 - 2018年6月6日 - 、コスチュームやロビーアクション、ステージライブなどが実装された。
- 『BORDER BREAK』 - 2018年7月11日 - 、コスチュームや武器迷彩などが実装された。BODERBREAK側ではコラボキャラとしてマトイとクーナ、マトイとクーナの二人が使う武器がブラストランナーの武器として登場した
- 『フレームアームズ』、『フレームアームズ・ガール』 -第2弾 2018年8月29日 - 、パーツ、コスチューム、武器迷彩などを実装。
- 『モンスターハンターフロンティアZ』－2018年11月7日－12月5日　コスチュームやロビーアクション、コラボロビー、コラボNPC、武器迷彩、モンスターハンターフロンティア10周年記念エネミーである「エルゼリオン」がコラボエネミーとして実装。（コラボ終了後も低確率で出現するが、2019年5月15日で出現しなくなる）
- 『ペルソナQ2～ニューシネマラビリンス』－2018年11月21日－12月19日　「ペルソナ4」主人公や「ペルソナ3ポータブル」女性主人公などの再現コスチュームやヘアスタイル、アクセサリー、ジャックフロストの進化マグデバイスを配信。過去に配信されたP5・P3D・P5Dコラボスクラッチで登場した衣装の一部が再版された
- 『わさビーフ』－2018年12月10日－ヤマヨシ製菓の商品「わさビーフ」とPSO2のコラボパッケージ品が販売。商品に記載されているアイテムコード入力によりロビーアクションやアクセサリーの入手が可能

2019年
- 『ダンジョンに出会いを求めるのは間違っているだろうか』－2019年1月9日－
- 『魔法少女リリカルなのは Detonation』－2019年2月6日－
- 『THE KING OF FIGHTERS』－2019年3月6日－
- 『映画 この素晴らしい世界に祝福を!紅伝説』－2019年5月15日－
- 『マブラヴ オルタネイティヴ』－2019年6月12日－
- 『ローソン』－2019年7月10日－ 2019年8月21日 ゲーム内に店舗が登場。
- 『銀河英雄伝説 Die Neue These』－2019年9月4日－
- 『イドラ ファンタシースターサーガ』－2019年11月6日－
- 『エヴァンゲリオン』－2019年11月20日－ 2019年12月18日 エヴァンゲリオン初号機ロビー実施。コラボボス「第6使徒」実装(－2020年2月5日)。

2020年
- 『イドラ ファンタシースターサーガ』－第2弾 2020年1月22日－
- 『新サクラ大戦』－2020年4月22日－
- 『SSSS.GRIDMAN』－2020年10月14日－
- 『閃乱カグラ』－2020年11月11日－
- 『VOCALOID』－第3回 2020年11月25日－、 新たに「KAITO」「MEIKO」のアバターアイテムが配信
- 『ソードアート・オンライン』－2020年12月16日－2021年1月6日 、NPCとして「キリト」「アスナ」が登場。
- 『龍が如く7 光と闇の行方』－2021年1月6日－

## 開発スタッフ
- 酒井智史（シリーズプロデューサー）
- 木村裕也（EPISODE1ディレクター → シリーズディレクター）
- 菅沼裕（PS Vita版開発ディレクター → EPISODE3開発ディレクター）
- 中村圭介（EPISODE2開発ディレクター → EPISODE4チーフディレクター、PS4版ディレクター）
- 濱崎大輝（EPISODE3メインプランナー → EPISODE4ディレクター → EPISODE5ディレクター）
- 吉岡哲生 (EPISODE6ディレクター)
- 水野暁一（アートディレクター）
- 小林秀聡（サウンドディレクター）
- 宇野涼平（シナリオパートリーダー）

## 海外展開

### グローバル
- 2012年7月、グローバル版が展開される旨が海外のSEGAブログにて公表[142]され、同時にティザーサイト[143]がオープンされた。当初は2013年サービス開始である旨が告知され、同年9月に開催された『PAX 2012』にてキャラクタークリエイトを含めたデモを展開するも2013年1月16日に現時点で追加で公表できる内容は無いと告知[144]が行われ、それ以降公式発表が行われず展開されていたティザーサイトも2017年11月段階でクローズされた[145]。

- 2019年6月にロサンゼルスで開催された『E3 2019』にて2020年春からのグローバル版のサービス開始がアナウンスされ、2020年4月14日にアメリカにてXbox One版の正式サービス開始[146]を皮切りに、2020年5月27日にアメリカのMicrosoftストアでPC版のサービス開始、8月5日には全世界向けにSteamでのサービス開始、およびヨーロッパにおいてXbox One版のサービスが開始されている[147]。2021年2月17日には、Epic Gamesストアでのサービス開始。

### アジア
- 2013年7月5日、セガは『PSO2』の海外展開に関連し、ガマニア社（台湾）およびアジアソフト社（タイ）と運営ライセンス契約を締結したことを発表[148]した。

- 台湾においては『夢幻之星ONLINE2』のタイトルで2014年4月25日に[149][150]、東南アジア地域においては2014年5月29日に[151][152]、正式サービスが開始。イベントロビーやACスクラッチの景品は国ごとに独自のものが存在しており、それぞれが日本では見られない衣裳や武器迷彩が実装されている。

- 台湾、東南アジア版は2017年1月17日にサービス終了する旨を告知し、同日にAC購入サービスを停止[153]、台湾版は同年4月25日、東南アジア版は5月17日にサービスを終了した。